# Sandhøhallet Glacier
Sandhøhallet Glacier är en glaciär i Antarktis. Den ligger i Östantarktis. Norge gör anspråk på området. Sandhøhallet Glacier ligger 2 341 meter över havet.
Terrängen runt Sandhøhallet Glacier är kuperad västerut, men österut är den platt. Sandhøhallet Glacier ligger uppe på en höjd. Trakten är obefolkad. Det finns inga samhällen i närheten. 